# Igor Son
Igor Son (kasachisch Игорь Сон; * 16. November 1998 in Aqtöbe, Kasachstan) ist ein kasachischer Gewichtheber. Bei den Olympischen Sommerspielen 2020 gewann er im Bantamgewicht bis 61 kg die Bronzemedaille.

## Karriere
Son kam in seiner Kindheit durch einen Freund zum Gewichtheben und erzielte im Jugendbereich schnell erste Erfolge. Im Alter von 14 Jahren nahm Son im April 2013 an der Jugend-Weltmeisterschaft im usbekischen Taschkent teil, wo er mit einem Gesamtergebnis von 172 kg den 13. Platz in der Gewichtsklasse bis 50 kg belegte. Zwei Jahre später trat Son bei der Jugend-Weltmeisterschaft in Lima erneut in der Gewichtsklasse bis 50 kg an. Bei dem Wettkampf am 8. April 2015 gewann der Kasache den Zweikampf aus Stoßen und Reißen mit einer Gesamtleistung von 208 kg und zeigte dabei in beiden Teildisziplinen die besten Leistungen der Konkurrenz. Wegen eines positiven Dopingtests bekam er die Goldmedaille jedoch aberkannt und er wurde für sieben Monate gesperrt.
Ab der Saison 2016 trat Son in Junioren-Wettbewerben an. Bei der Asienmeisterschaft der Junioren 2016 belegte er in der Gewichtsklasse bis 56 kg Rang 4. Darüber hinaus bestritt Son erste Wettkämpfe außerhalb des Junioren-Bereichs, darunter der Finalwettkampf der Asian Indoor & Martial Arts Games 2017, den Son als Vierter mit einem Ergebnis von 257 kg beendete.
Im Jahr 2019 nahm Son erstmals an den Weltmeisterschaften im Gewichtheben teil, die im September im thailändischen Pattaya ausgetragen wurden. Mit gültigen Versuchen von 120 kg im Reißen und 146 kg im Stoßen belegte Son in der Endabrechnung Rang zwei hinter dem Nordkoreaner Om Yun-chol. Nach einem Wechsel in die olympische Gewichtsklasse bis 61 kg gewann Son noch im selben Jahr die sechste Austragung des International Qatar Cup mit einem Gesamtergebnis von 278 kg.
Die Olympiasaison 2021 begann mit den Asienmeisterschaften in Taschkent. Mit einer Leistung von 132 kg im Reißen belegte Son in dieser Teildisziplin den Bronzerang, fiel nach dem Stoßen aber auf Rang vier in der Gesamtabrechnung zurück. Der olympische Wettkampf im Bantamgewicht bis 61 kg wurde am 25. Juli im Tokyo International Forum ausgetragen. Im Reißen blieb Son mit 131 kg ein Kilogramm unter seiner Leistung bei den Asienmeisterschaften und ordnete sich damit auf Rang vier in der Konkurrenz ein. Bei der letzten Aufnahme im Stoßen gelang dem kasachischen Athleten ein gültiger Versuch von 163 kg, nachdem er zuvor an 162 kg gescheitert war. Da der Japaner Yoichi Itokazu zuvor im letzten Versuch seinerseits 162 kg nicht heben konnte, zog Son an seinem japanischen Konkurrenten vorbei und gewann mit einem Gesamtergebnis von 294 kg die Bronzemedaille.
2023 wurde Son wegen eines erneuten Dopingvergehens für acht Jahre gesperrt.